# Cirurgião-de-randall
O cirurgião-de-randall (Acanthurus randalli), é uma espécie de peixe-cirurgião nativo do Atlântico Ocidental, possivelmente sendo endêmico da costa da Flórida, nos EUA. A espécie foi descrita em 1957 pelos ictiólogos americanos John Carmon Briggs e David Keller Caldwell. O epiteto randalli, vêm de uma homenagem ao ictiólogo americano John Ernest Randall, responsável em descrever várias espécies de peixes recifais do Indo-Pacífico e Atlântico. Recentemente, alguns ictiólogos o consideram como sinônimo de Acanthurus tractus, porém, há controversas.